# والری کوئنسن
والری کوئنسن (فرانسوی: Valérie Quennessen‎؛ ۳ دسامبر ۱۹۵۷ – ۱۹ مارس ۱۹۸۹) یک هنرپیشه اهل فرانسه بود. 
از فیلم‌ها یا برنامه‌های تلویزیونی که وی در آنها نقش داشته‌است می‌توان به کونان بربر و یکی و دیگری اشاره کرد.